# Tratado de Tudilén

Divisão das áreas de influência entre Castela e Aragão em 1151.

O Tratado de Tudilén (em espanhol: Tratado de Tudilén, Tudillén o Tudején) foi assinado em 27 de janeiro de 1151 por Afonso VII, Rei de Castela e Leão, e Ramón Berenguer IV, Conde de Barcelona e Príncipe de Aragão, em Tudilén, localidade situada perto de Águas Caldas em Navarra, ou seja, em Baños de Fitero, já que naquela época Fitero era um termo da cidade castelhana de Tudején.

## Conteúdo
No mesmo Tratado é indicado que o rei García Ramírez de Pamplona morreu ("que omnia rex die illo quo mortus est"). Dado que isso ocorreu em 21 de novembro de 1150, o Tratado de Tulidén deve ter sido assinado em 1151, certamente naquele 27 de janeiro. O fato da morte de García e sua sucessão por seu filho Sancho VI, sem dúvida, levou ao Tratado, já que Sancho tinha dezessete anos, o que, em princípio, poderia implicar uma certa fraqueza do antigo Reino. Note-se que para a Igreja Sancho era ainda Dux Pamplonensis, que correspondia àquele que comandava um território por acordo de seus habitantes sem permissão ou aceitação da Igreja, algo que Sancho conseguiu mais tarde. Mas nem Alfonso VII nem Ramón Berenguer IV neste Tratado nem no anterior Carrión negou o título de rex a García, o que mostra um certo reconhecimento de García pelo Império Leonês e posteriormente chamado Coroa de Aragão.
Nesse pacto, os signatários concordaram em declarar guerra ao Reino de Navarra e dividi-lo, ratificando o Tratado de Carrión de 1140, além de conceder a Aragão a conquista das cidades e distritos localizados ao sul do Júcar e o direito de anexar o reino de Murcia, exceto os castelos de Lorca e Vera.
Foi um precedente para outros tratados como o de Lérida em 1157, o de Cazola em 1179 e o de Almizra em 1244, pelos quais foram fixados os limites da expansão na região do Levante dos dois grandes reinos peninsulares.